# HSG Nordhorn
A HSG Nordhorn egy német férfi kézilabdacsapat Nordhornban.

## Története
A HSG Nordhorn csapata 1981. június 1-jén a TV Sparta Nordhorn és az Eintracht Nordhorn egyesüléseként jött létre. A Bundesliga másodosztályába 1993-ban jutott fel a csapat, ahol hat évet töltött, míg megnyerte a másodosztályú bajnokságot. Az együttes 1999 óta szerepel a Bundesligában. Legjobb bajnoki helyezésük a 2002-ben elért második hely egy ponttal lemaradva a bajnok THW Kieltől, és egy ponttal megelőzve a harmadik TBV Lemgót. 2008-ban aratták első nemzetközi kupagyőzelmüket, a harmadik számú európai kupát, EHF-kupát sikerült megnyerniük.

## Sikerei
- EHF-kupa: 1-szeres győztes
  - 2007/08

## 2007/08-as idény játékoskerete
| - 01 Peter Gentzel - 02 Nicky Verjans - 04 Maik Machulla - 07 Erlend Mamelund - 08 Bjarte Myrhol - 09 Pavel Mičkal - 10 Jan Filip - 11 Holger Glandorf - 12 Dennis Bartels |  | - 13 Steffen Weinhold - 14 Daniel Kubeš - 15 Piotr Przybecki - 17 Goran Šprem - 18 Chris Bode - 19 Rastko Stojković - 20 Kai Schlattmann - 24 Peter Kukučka - 29 Nikolas Katsigiannis |